# Gmina Rogaška Slatina
Rogaška Slatina – gmina w Słowenii. Znana jest przede wszystkim z uzdrowisk oraz naturalnych źródeł wody mineralnej. W 2002 roku liczyła 10 544 mieszkańców.

## Miejscowości
Miejscowości wchodzące w skład gminy Rogaška Slatina:

- Brestovec
- Brezje pri Podplatu
- Cerovec pod Bočem
- Ceste
- Čača vas
- Drevenik
- Gabrce
- Gabrovec pri Kostrivnici
- Gradiški Dol
- Irje
- Kačji Dol
- Kamence
- Kamna Gorca
- Male Rodne
- Nimno
- Plat
- Podplat
- Podturn
- Pristavica
- Prnek
- Rajnkovec
- Ratanska vas
- Rjavica
- Rogaška Slatina – siedziba gminy
- Spodnja Kostrivnica
- Spodnje Negonje
- Spodnje Sečovo
- Spodnji Gabrnik
- Strmec pri Svetem Florijanu
- Sveti Florijan
- Tekačevo
- Topole
- Tržišče
- Tuncovec
- Velike Rodne
- Vinec
- Zagaj pod Bočem
- Zgornja Kostrivnica
- Zgornje Negonje
- Zgornje Sečovo
- Zgornji Gabrnik